# 1864 - brødre i krig
1864 - brødre i krig er en dansk film fra 2016, filmen er instrueret af Ole Bornedal. Filmen er baseret på tv-serien 1864 - kendt fra DR1. 

## Handling
Brødrene Laust og Peter vokser op under fattige, men trygge kår. De forelsker sig begge i proprietærdatteren Inge, og Inge gengælder deres kærlighed. Men da krigen mod Preussen bryder ud, melder Laust og Peter sig til hæren. 
Forholdet til Inge hjælper brødrene igennem mødet med krigens rædsler, men sår samtidig splid mellem de ellers uadskillelige brødre, når de sammen med tusindvis af andre unge danske soldater deltager i et af de blodigste slag i dansk historie - Kampene ved Dybbøl i 1864.

## Medvirkende
- Jens Sætter-Lassen som Peter
- Jakob Oftebro som Laust
- Marie Tourell Søderberg som Inge
- Pilou Asbæk som Didrich
- Søren Malling som Johan
- Sarah Boberg som Mor Karen
- Lars Mikkelsen som Far Thøger

## Eksterne Henvisninger
- 1864 - brødre i krig på Filmdatabasen
- 1864 - brødre i krig på danskfilmogtv.dk
- 1864 - brødre i krig på Scope